# Гардер, Эдвар
Эдвар Гардер (фр. Edward Gardère, 25 февраля 1909 — 24 июля 1997) — французский фехтовальщик, олимпийский чемпион, призёр чемпионатов мира, 11-кратный чемпион Франции. Брат олимпийского призёра Андре Гардера.

## Биография
Эдвар Гардер родился 25 февраля 1909 года в городе Жерарме. 
В 1930 году завоевал серебряную медаль Международного первенства по фехтованию в Льеже. В 1932 году стал чемпионом Олимпийских игр в Лос-Анджелесе. В 1934 году стал обладателем серебряной медали Международного первенства по фехтованию в Варшаве, в 1935 году — Международного первенства по фехтованию в Лозанне. В 1936 году завоевал две серебряные медали Олимпийских игр в Берлине.
В 1937 году завоевал две серебряные медали первого официального чемпионата мира (тогда же Международная федерация фехтования задним числом признала чемпионатами мира все прошедшие ранее Международные первенства по фехтованию). В 1938 году стал серебряным призёром чемпионата мира.
В 1943 году снялся в небольшой роли в фильме «Le Colonel Chabert».
Эдвар Гардер умер 24 июля 1997 года.